# Diagrama de Thornthwaite
Un diagrama de Thornthwaite es un gráfico en el que aparecen enfrentadas las precipitaciones y la evapotranspiración potencial medias mensuales de un año, expresadas en mm . Esa comparación proporciona información sobre la cantidad en exceso o el déficit de agua que se produce en el suelo a lo largo de las diferentes estaciones. 
Con esos datos se diferencian cuatro etapas:
1. - De infiltración
2. - De déficit relativo
3. - De déficit absoluto
4. - De recuperación

Las etapas de déficit se dan cuando la evapotranspiración potencial supera a las precipitaciones y por tanto el suelo pierde agua, en la etapa de déficit absoluto el suelo pierde toda el agua que tenía acumulada.
- Datos: Q5805029